# Kasjerówka
Kasjerówka – część wsi Feliksówka w Polsce położona w województwie lubelskim, w powiecie zamojskim, w gminie Adamów.
W latach 1975–1998 Kasjerówka administracyjnie należała do województwa zamojskiego.